# Васил Дундов
Васил Иванов Дундов (на английски: Vasil John Dundoff) е български общественик, деец на Македонската патриотична организация.

## Биография
Васил Дундов е роден през 1898 година в град Прилеп, тогава в Османска империя, днес в Северна Македония, в семейството на Иван (Джон) Дундов (1869 - 1924), участник в църковно-просветните борби на прилепските българи от рода Дундови, родоначалник на който е Поп Наум (Дунда), и на Райна Бошева (1880 - 1968). Васил Дундев емигрира с баща си, брат си Михаил и семейството си в САЩ през 1910 година и се установява в Стийлтън, Пенсилвания. Заедно с баща си участват в църковното настоятелство на македоно-българската църква „Свето Благовещение Богородично“, Стийлтън. Васил Дундов се жени за Олга от Банат, с която имат две дъщери - Надежда и Елеонора. Васил Дундов е активен член на МПО „Прилеп“, Стийлтън. Васил Дундов умира през 1964 година.